# Колачковиці (Сілезьке воєводство)
Колачковиці (пол. Kołaczkowice) — село в Польщі, у гміні Медзьно Клобуцького повіту Сілезького воєводства.
Населення — 591 особа (2011).
У 1975-1998 роках село належало до Ченстоховського воєводства.

## Демографія
Демографічна структура станом на 31 березня 2011 року:
|          | Загалом | Допрацездатний вік | Працездатний вік | Постпрацездатний вік |
| -------- | ------- | ------------------ | ---------------- | -------------------- |
| Чоловіки | 292     | 47                 | 212              | 33                   |
| Жінки    | 299     | 47                 | 182              | 70                   |
| Разом    | 591     | 94                 | 394              | 103                  |